# 浄飯王
浄飯王（じょうぼん・おう（のう）、名前については後述）は、釈迦族の王にして釈迦の実父。カピラヴァストゥの城主。

## 名前
- サンスクリット語：Śuddhodana（シュッドーダナ）
- パーリ語：Suddhodana（スッドーダナ）
- 音写：輸頭檀那、閲頭檀など
- 漢訳（意訳含む）：淨飯、白飯、眞飯

## 人物・出身
親族の名前及び身辺は経典によって差異があるが、父王（つまり釈迦の祖父にあたる）の名は、おおむね師子頬王（ししきょうおう、Skt：PaliSīṃhahanu ）で統一されている（なお、衆許摩訶帝経2では「星賀賀努」、五分律15では「尼休羅」となっている）。
有部破僧事2によると、師子頬王の子で、善悟王の次女・大幻化を娶（めと）る。般茶婆（パンダヴァ族）の反逆を討って、善悟王の長女・幻化を娶るがカピラヴァストゥの規定である「一王二妃を娶らず」という、家制を初めて破ったという。
仏本行集経：賢劫王種品第三では、師子頬王には四男一女おり、その長男を閲頭檀と音写するが、これは釈迦の実父、すなわち浄飯王である。また天臂城（デーヴァダハ）の善覚王（スプラブッダ）の八女はすべて師子頬王の王子に二妃ずつ嫁いだが、そのうちの一女・為意と八女・摩訶波闍波提（まかはじゃはだい）が浄飯王の妃となったと伝える。
一般的に、摩耶夫人を娶り、ガウタマ・シッダールタ（釈迦）を生んだとされる。しかして摩耶夫人は釈迦を生んで7日後に亡くなったので、摩耶の妹である摩訶波闍波提をまた娶って、釈迦の乳母となった。釈迦は成長して耶輸陀羅（耶輸多羅）を妃に迎え、羅睺羅を生むと出家したが、その際に浄飯王は出家に反対した。しかし釈迦がついに出家すると、五比丘を遣わして警護させた。
釈迦が成道後初めてカピラヴァストゥに帰って説法すると、摩訶波闍波提の子である孫陀羅難陀や諸々の王子、そしてラーフラ（羅睺羅）までもが出家してしまった。王はこれを悲しんで、仏に「以後は父母の許可なくして出家するのを得ざる制度を設けてくれ」と要請すると、仏はこれを受け入れたという。
ダンマパダによると、釈迦が成道して初めて帰城したある時に、ニグローダゴーパ園で説法したが、それが終ると大衆はみな去り、一人も仏を要請する者はおらず、浄飯王も「仏は我が子なれば、云わずとも我が家に来るべし」として、別に要請せずに去り、食事を用意した。仏は翌日に城に入り、実家に行乞すると王はこれを聞き知り、急いで仏のもとへ行き「我が子よ、何故に我を恥ずかしめるのだ」と責めた。仏は「否、これは父を恥かしめているのではないのです。これは我が家系の定めなのです」と言った。王は「我が家系に乞食の定めはないぞ」というと、仏は「我が家系とは王系をいっているのではなく、諸仏の家系を言っているのです」と言い、種々の説法をした。すると浄飯王はこれを聞いて預流果に入ったという。また王の臨終の際には、仏はその床に座し、白い傘の下で静かに寝て応果を得たという。
『浄飯王般涅槃経』及び、『今昔物語集』巻二の第一「父の死に接した釈迦の話」には、浄飯王が病み、仏に見（まみ）えんことを欲すると、仏はナンダ、ラーフラ、アーナンダを率いて来て見舞い、浄飯王は死して四天王がその棺を担いだとある。
一説に、浄飯王が亡くなったのは、釈迦仏が成道して5年目のことで、79歳、あるいは97歳といわれている。